# 呉服橋出入口

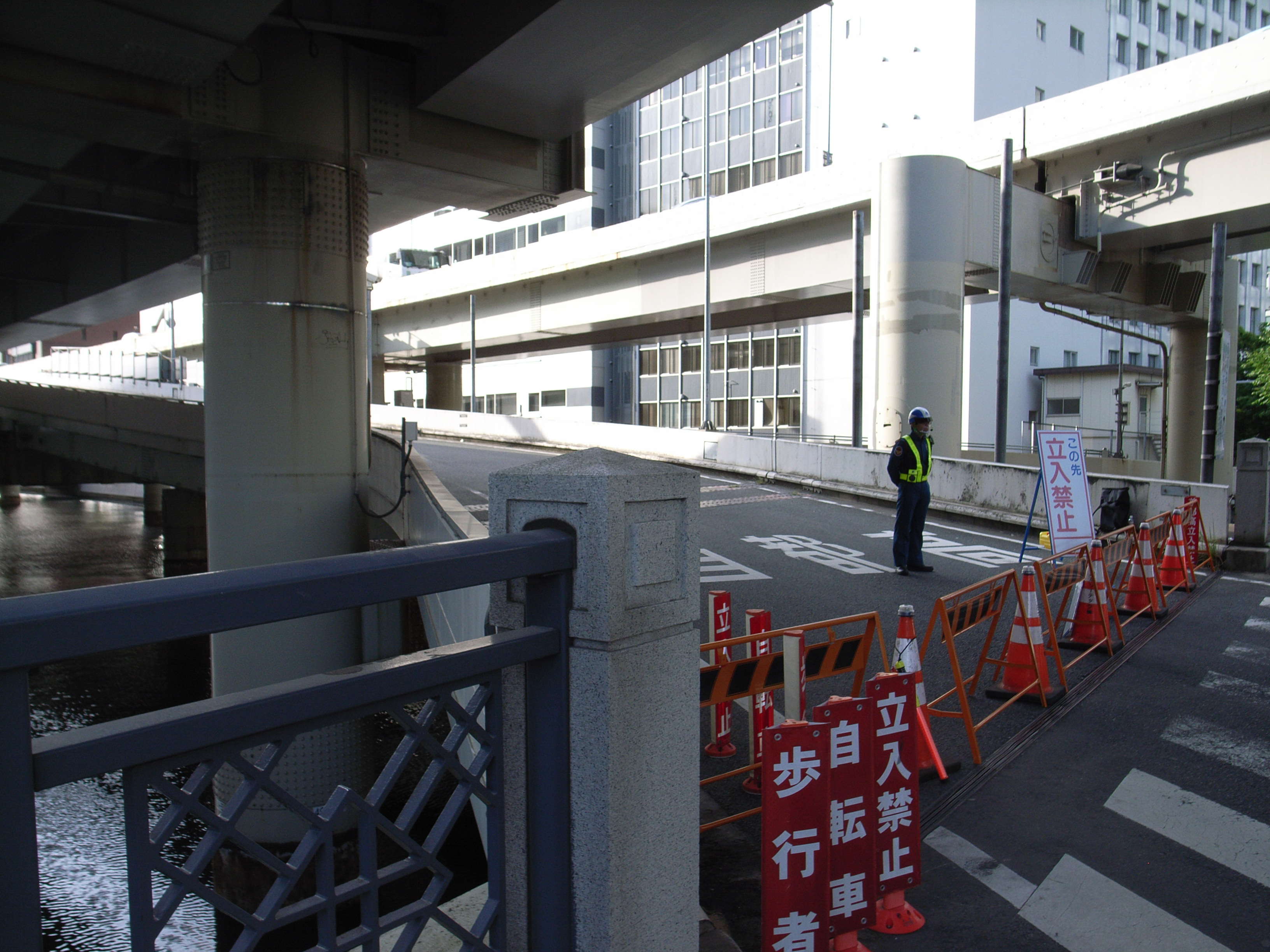
廃止に伴い閉鎖された進入路

呉服橋出入口（ごふくばしでいりぐち）は、かつて東京都中央区にあった首都高速都心環状線のインターチェンジである。江戸橋JCT方面の出入口のみ設置されているハーフインターチェンジであった。
一石橋架け替え工事に伴い、1996年（平成8年）11月から1999年（平成11年）3月（入口は同年10月19日）まで閉鎖されていた。
2021年（令和3年）5月10日0時、都心環状線の老朽化対策工事である「首都高速道路日本橋区間地下化事業」に伴い廃止された。
当出入口は東京駅に近く、同駅に到着する高速バス（主に常磐自動車道や東関東自動車道、東京湾アクアライン経由の路線）が利用していたが、廃止後は宝町出入口または京橋出入口を利用している。

## 接続していた道路
- 東京都道405号外濠環状線（外堀通り）

## 周辺
- 日本橋
- 東京駅
- 三越前駅
- 日本銀行
- 大和証券グループ本社
- 新日本製鐵
- 新呉服橋ビルディング
- COREDO日本橋（日本橋一丁目ビルディング）
- 日本橋三越
- 日本橋髙島屋
- 三井本館
- 日本橋三井タワー

## 隣
首都高速都心環状線
(29,28)神田橋出入口 - (30)呉服橋出入口（廃止） - (31)江戸橋出入口（廃止）